# Ewripidis Stilianidis
Ewripidis Stilianidis, gr. Ευριπίδης Στυλιανίδης (ur. 8 kwietnia 1966 w Komotini) – grecki polityk i prawnik, minister w różnych resortach, deputowany krajowy, działacz Nowej Demokracji.

## Życiorys
W 1989 ukończył studia prawnicze na Uniwersytecie im. Demokryta w Tracji. W latach 1991–1994 kształcił się na Uniwersytecie w Hamburgu, gdzie obronił doktorat z zakresu prawa konstytucyjnego. W tym samym okresie pracował w konsulacie generalnym w Hamburgu w ramach greckiej dyplomacji. W latach 90. podjął praktykę w zawodzie prawnika.
Zaangażował się w działalność polityczną w ramach Nowej Demokracji. Wszedł w skład komitetu centralnego partii, w połowie lat 90. był specjalnym doradcą przewodniczącego ND, a od 1994 do 1995 pełnił funkcję przewodniczącego organizacji młodzieżowej tego ugrupowania (ONNED). W 2000 po raz pierwszy został wybrany na posła do Parlamentu Hellenów, który jako zastępca członka reprezentował w Konwencie Europejskim. Z powodzeniem ubiegał się o reelekcję w wyborach w 2004, 2007, 2009, maju 2012, czerwcu 2012 i styczniu 2015, wykonując mandat deputowanego do sierpnia 2015.
W marcu 2004 premier Kostas Karamanlis powierzył mu funkcję wiceministra spraw zagranicznych do spraw współpracy gospodarczej i rozwoju. We wrześniu 2007 przeszedł na stanowisko ministra edukacji i spraw religijnych, które zajmował do stycznia 2009. Następnie do października 2009 był ministrem transportu i łączności. W czerwcu 2012 wszedł w skład rządu Andonisa Samarasa, w którym do czerwca 2013 kierował ministerstwem spraw wewnętrznych. Powrócił do greckiego parlamentu w wyniku wyborów w 2019, mandat utrzymywał także w maju 2023 i czerwcu 2023.